# Synagoga w Metzu
Synagoga w Metzu – zabytkowa synagoga w Metz we Francji, powstała w 1850. 

## Historia
Gmina żydowska istniała w Metzu już w IX wieku. W XII-XIII wieku, w celu usunięcia społeczności z miasta, władze obciążyły wyznawców judaizmu wysokimi podatkami. Dopiero w 1565, mimo utrzymania tych utrudnień, Żydzi zaczęli na nowo osiedlać się w mieście. W 1609 posiadali synagogę, która znajdowała się na miejscu dzisiejszej. W 1657 odwiedził ją Ludwik XIV, w 1690 została powiększona. 
W 1716 Żydzi wznieśli nową, jeszcze większą synagogę, przeznaczoną dla 191 modlących się mężczyzn, oraz stworzyli ośrodek studiów talmudycznych (stąd popularna nazwa obiektu - Stara Szkoła). Synagoga ta stała się zbyt mała na początku XIX wieku w miarę szybkiego wzrostu liczebności gminy żydowskiej. Była również w kiepskim stanie technicznym. W związku z tym, nie rozbierając jej, Żydzi wznieśli nową synagogę, przeznaczoną dla 263 mężczyzn. W mieście znajdowało się też kilka prywatnych świątyń. 
W 1841 Najstarsza Synagoga była już bliska zawalenia się i władze zażądały jej zburzenia, jak również wybudowania nowej świątyni dalej od ulicy. W roku następnym zabroniono odprawiania w niej nabożeństw, a w 1844 ukończono prace rozbiórkowe. W roku następnym ten sam los spotkał Starą Synagogę. Architekt Derobe niemal natychmiast przedstawił projekt nowego obiektu w stylu mauretańskim. Gmina nie dysponowała jednak środkami na budowę nowej, dostatecznie obszernej synagogi. Władze miasta oraz rząd wsparły wówczas projekt, zgadzając się na wzniesienie synagogi mieszczącej łącznie 1400 wiernych oraz szkoły. W zamian gmina miała zlikwidować wszystkie prywatne miejsca kultu. Dyskusja toczyła się również w sprawie wyglądu zewnętrznego obiektu, który ostatecznie pozostawiono w wyłącznej gestii Żydów. Ostateczny koszt budowy synagogi wyniósł ok. 160 tys. franków, z tego 58 tys. gmina otrzymała od władz państwowych i lokalnych. W 1848 rozpoczęto prace budowlane, w 1850 dokonano uroczystego otwarcia budynku. 
Na początku XX wieku istniał projekt zburzenia synagogi i budowy nowej, ze względu na fakt, że dzielnica, w której był położony dotychczasowy obiekt zyskiwała coraz gorszą sławę, a świątynia stała się obiektem wandalizmów. Mimo przekazania parceli przez miasto w 1906, w 1918 Żydzi zrezygnowali z planów wobec trudności ze zgromadzeniem funduszy. Zamiast tego w 1925 dokonali generalnego remontu synagogi. 
W czasie II wojny światowej świątynia została zamknięta i zdewastowana. Obecnie posiada status zabytku, została odremontowana i podświetlona.

## Architektura
Synagoga posiada 40 metrów długości i 20 szerokości. Na fasadzie budynku symetrycznie rozmieszczony został rząd pilastrów doryckich tworzących sześć arkad. W synagodze istnieją osobne wejścia dla mężczyzn i kobiet, wszystkie otoczone neoromańskimi portalami. Okna obiektu są półkoliste, zgrupowane po dwa na najwyższym poziomie fasady. Arkady malowane są na kolor oliwkowy na tle białej fasady. Cały budynek ma kształt nieregularnego wieloboku z prostokątną salą modłów. 